# Colonia Anita
Colonia Anita es una localidad situada en el departamento San Justo, Córdoba, Argentina.
Se encuentra situada al norte departamental, en la pedanía Libertad.
Dista de la Ciudad de Córdoba en 218 km.
La principal actividad económica es la agropecuaria.
La localidad se encuentra situada a pocos kilómetros de la laguna de Mar Chiquita. 
El clima de la localidad es templado con estación seca, registrándose unas precipitaciones anuales de 800 mm, aproximadamente.
La fiesta patronal se celebra el día 26 de julio en honor a Santa Ana.

## Población
Cuenta con 8 habitantes (Indec, 2010), lo que representa un descenso del 65% frente a los 23 habitantes (Indec, 2001) del censo anterior.
- Datos: Q8347967